# Nagellack

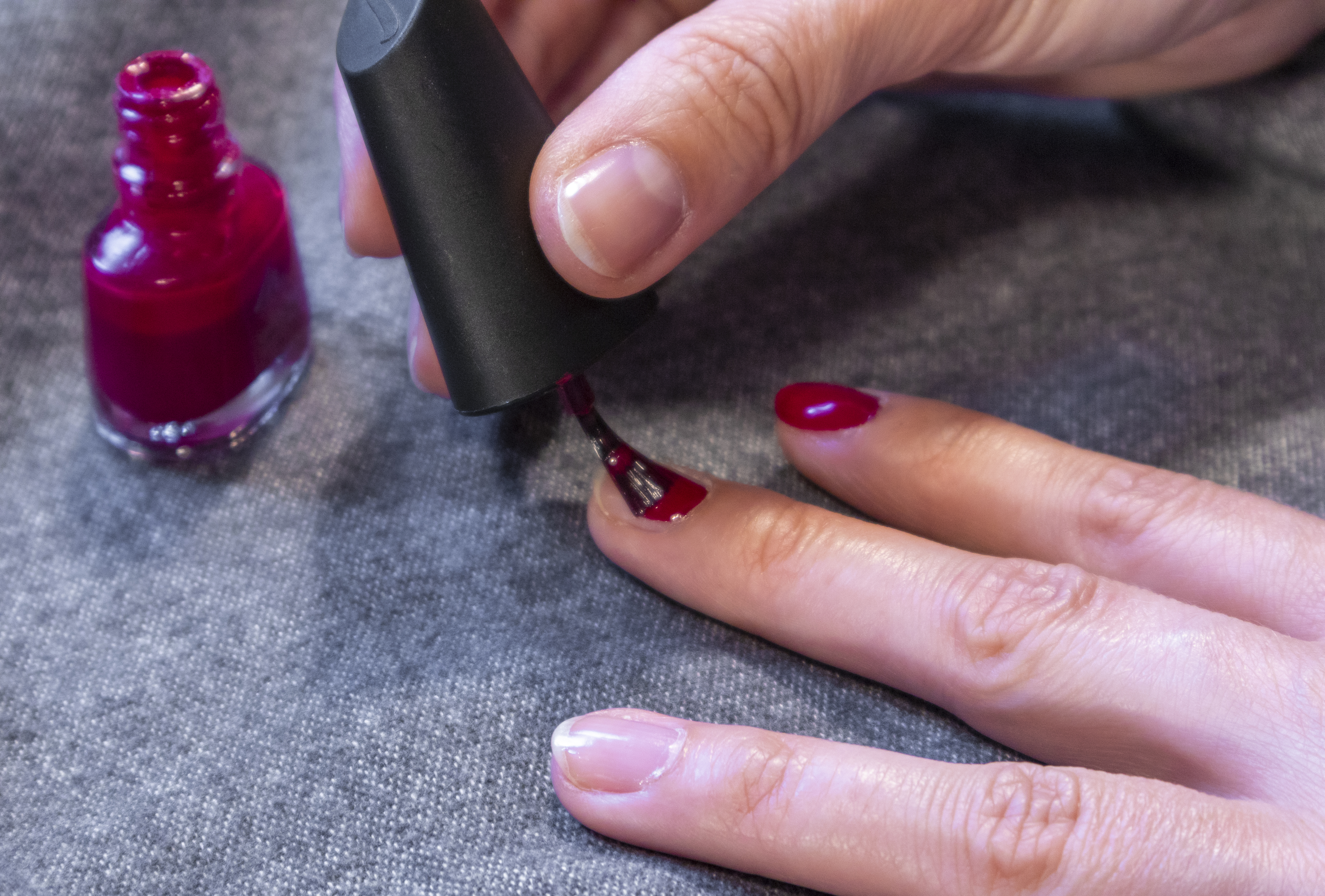
Fingernägel lackieren

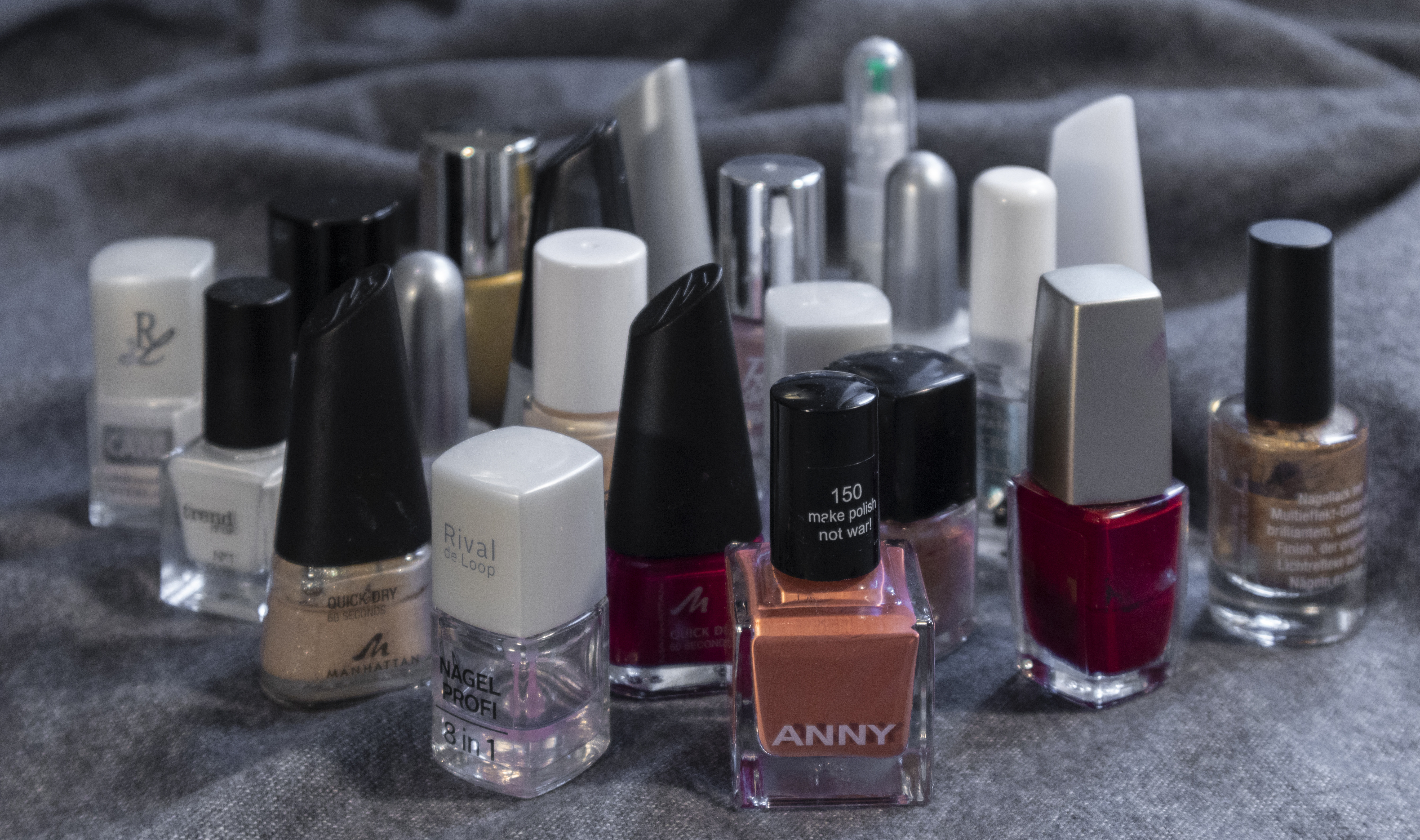
Verschiedene Nagellacke

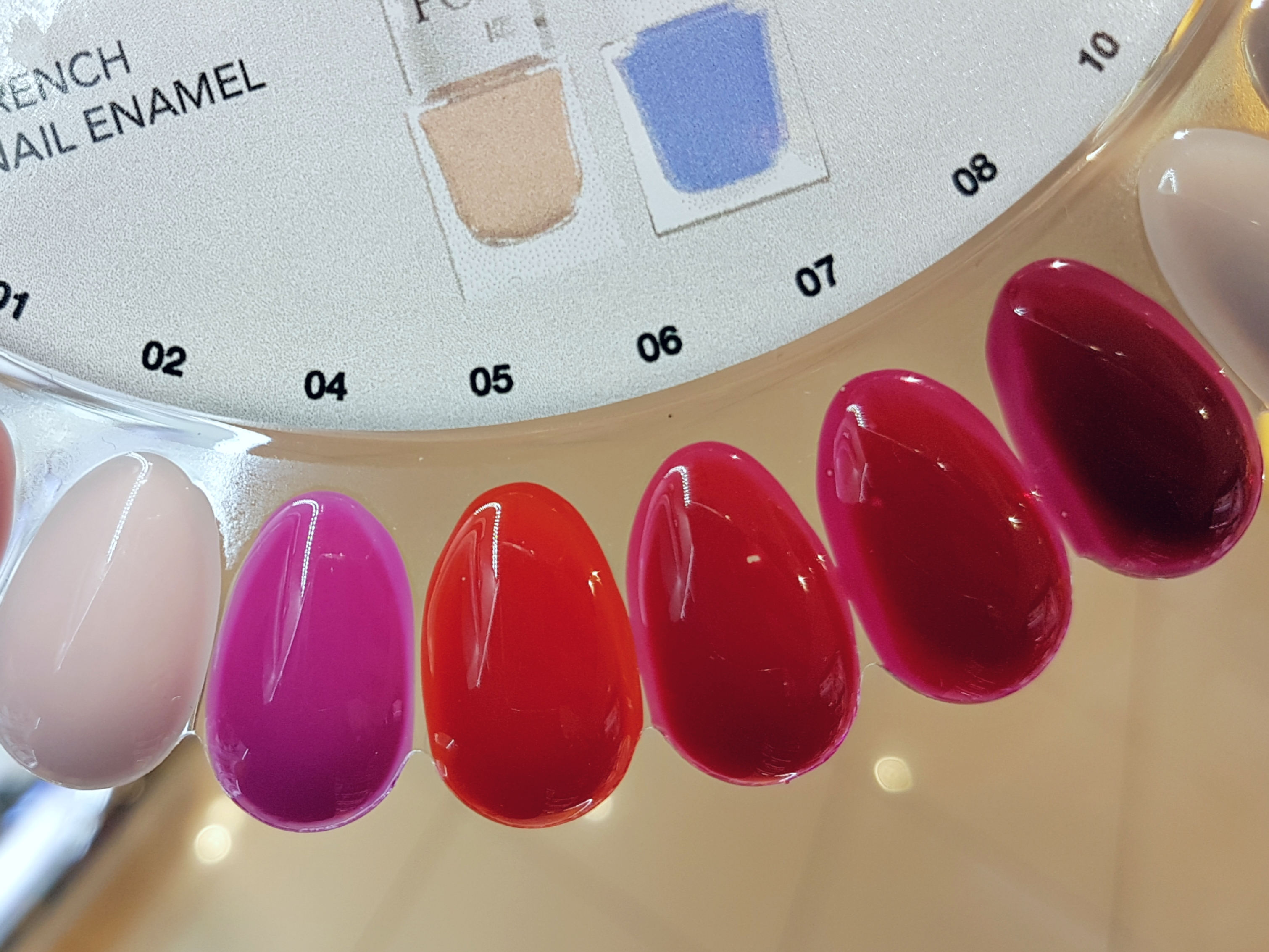
Nagellack-Farbpalette

Nagellack ist ein Kosmetikprodukt, mit dem Finger- und Fußnägel lackiert werden. Nagellack ist in unterschiedlichen Farben und als Klarlack erhältlich. Er besteht hauptsächlich aus Nitrozellulose (Nitrolack), aus leichtflüchtigen Lösungsmitteln und, solange es kein klarer Lack ist, aus Farbpigmenten. Die Angabe der Inhaltsstoffe ist in der Europäischen Union seit 1997 vorgeschrieben und in Deutschland durch die Kosmetik-Verordnung geregelt.

## Anwendung
Nagellack wird in meist 5–15 ml großen Glasbehältern verkauft. Der Plastikdeckel hat an der Unterseite einen kleinen Pinsel, der bei geschlossener Flasche in den Lack eingetaucht ist. Wird das Gefäß  aufgeschraubt, dient der Deckel als Pinselgriff und zum Auftragen des Lacks auf den Nagel.
Ein zuerst aufgetragener Unterlack, auch Base Coat („Grundlack“ oder „Grundierung“) genannt, soll ein gleichmäßiges Auftragen des Lacks erleichtern, das Anhaften des Nagellacks verbessern und zugleich ein Eindringen des farbigen Nagellacks in den Fingernagel verhindern. Danach wird der (Farb-)Lack aufgetragen. Ein Überlack als letzte Schicht nach Auftragen des Farblackes soll das Ergebnis länger halten lassen.
Zum Entfernen von Nagellack wird ein Nagellackentferner verwendet. Dazu wird die zu reinigende Stelle mit einem mit Nagellackentferner benetzten Wattepad oder Tuch behandelt. Nagellackentferner eignet sich bedingt zur Verdünnung eingetrockneter Lacke. Nagellack sowie auch Nagellackentferner können Auslöser von Allergien oder Entzündungen wie zum Beispiel Nagelbettentzündungen sein. Alternativ bieten verschiedene Hersteller spezielle Grundierungslacke, sogenannte Peel Off Base Coats (von englisch peel off ‚abziehen‘ und Base Coat) an, die das Abziehen des Nagellacks ohne Einsatz von Nagellackentfernern oder anderen Lösungsmitteln ermöglichen. Diese können jedoch die Haltbarkeit der darüber aufgetragenen Lacke verkürzen und somit vorzeitiges Absplittern begünstigen und, wenn sie sich nicht leicht genug lösen, beim Abziehen die Nageloberfläche beschädigen.
Neben den reinen Kosmetikprodukten gibt es auch unauffällige Nagellacke, die der Nagelpflege oder medizinischen Zwecken dienen. Ein bitter und scharf schmeckender Nagellack soll dazu dienen, Kinder vom Daumenlutschen und Nägelbeißen abzuhalten.
Als Permanentnagellack oder Permanent Nail Polish (PNP) wird farbiger Acryllack bezeichnet, der üblicherweise auf modellierten Nägeln getragen werden kann.
Ein ähnliches Produkt ist Zaponlack.

## Konsistenz
Üblicherweise ist Nagellack flüssig. Diese Flüssigkeit hält je nach Qualität des Lacks mindestens ein Jahr an. Wird der Nagellack nach gewisser Zeit zähflüssig, zieht er Fäden, wodurch das Auftragen erschwert wird. Dagegen wirkt sogenannter Nagellackverdünner. Nitroverdünnung oder Universalverdünnung für Farben ist ebenso anwendbar.

## Inhaltsstoffe
Nagellack besteht vorwiegend aus einem Polymer, typischerweise Nitrocellulose (Nitrolack), das in einem Lösungsmittel (z. B. Butylacetat oder Ethylacetat) gelöst ist. Bei farbigen Lacken kommen Farbpigmente (z. B. Eisenoxide, Titandioxid) hinzu; auch weitere Stoffe wie Harze (z. B. Tosylamid-Formaldehyd-Harz), Weichmacher (z. B. Dibutylphthalat oder Kampfer), Glanzmittel (z. B. Glimmer) und UV-Filter, z. B. Oxybenzon (Benzophenone-3) können enthalten sein.

### Problematische Inhaltsstoffe
Einige Inhaltsstoffe von Nagellack können gesundheitsschädlich wirken. Von Bedeutung ist dabei, dass der Nagel nicht undurchlässig für Schadstoffe ist. Auch Dämpfe von Nagellack können schädlich sein.
Zu nennen ist insbesondere das zur Härte des Lacks beitragende Formaldehyd, welches als krebserregend eingestuft wird und Allergien, Juckreiz und Rötungen um den Nagel auslösen kann. Allerdings ist bei sachgerechter Verwendung des Nagellacks die Dosis so gering, dass praktisch keine krebsauslösende Wirkung mehr zu erwarten ist. Weiterhin zu nennen ist das Lösungsmittel Toluol, das Nerven, Nieren und möglicherweise die Leber schädigen kann und das außerdem fortpflanzungsgefährdend und fruchtschädigend ist, sowie die Weichmacher Dibutylphthalat und Kampfer. Oxybenzon steht unter Verdacht, in den Hormonhaushalt einzugreifen. Triphenylphosphat kann Allergien auslösen. In die Raumluft freigesetzte Acrylate können Haut, Augen und Atmungsorgane reizen. In einigen Nitrozellulose-basierten Nagellacken sind trotz Verbotes in der EU Nitrosamine nachgewiesen worden, die krebserregend sind.
Kontaktallergien gehen häufig auf Nagellacke zurück, vor allem auf Toluolsulfonamid-Formaldehydharz, und andere Bestandteile fallen weniger ins Gewicht.
Manche Naturkosmetik-Nagellacke werden auf Basis von Bioalkohol oder Schellack hergestellt, um umstrittene Lösungsmittel, Weichmacher und Formaldehyd zu vermeiden.

## Geschichte
Chinesische Frauen bemalten ihre Fingernägel bereits lange vor der Zeitenwende im Alten China. Im Westen kamen die ersten Nagellacke erst in den 1920er Jahren auf den Markt. Die Hersteller übernahmen die in der Automobilindustrie entwickelte Nutzung von Pigmenten für Lacke und ersetzten die bis dahin üblichen Farbstoffe und gefärbten Öle. 1932 gründeten die Brüder Charles und Joseph Revson und Charles Lachman das Unternehmen Revlon und vermarkteten den hergestellten Nagellack mit ihrer Marketingstrategie erfolgreich. Später entwickelte Revlon Lippenstifte, die farblich auf den Nagellack abgestimmt waren, und führte damit auch zu einem Boom der Lippenstiftindustrie.

## Trivia
Als Uma Thurman im Film Pulp Fiction den Nagellack Rouge Noir von Chanel trug, war die Farbe 1994 als erster Nagellack überhaupt weltweit ausverkauft. Seitdem liegen immer wieder bestimmte Farbtöne so im Trend, dass sie oft nicht lange erhältlich sind oder sogar zu Preisen von mehreren hundert Euro über das Internet versteigert werden.
Besonders beansprucht werden die Fingernägel von Flamencogitarristen, wo es durch häufiges Rasgueado zu Abrieb und Brüchigkeit des Nagels kommen kann. Daher haben diese ein zwar zeitaufwendiges, aber preiswertes Verfahren entwickelt, indem auf Nagelform zurechtgeschnittene hauchdünne Lagen aus Papiertaschentüchern mit Nagellack getränkt und in mehreren Arbeitsgängen auf den Nägeln aufgebracht werden, was zu optisch zwar bisweilen etwas befremdlichen, aber meist erstaunlich stabilen Ergebnissen führt.